# Aedes smithburni
Aedes smithburni är en tvåvingeart som beskrevs av Someren 1950. Aedes smithburni ingår i släktet Aedes och familjen stickmyggor.
Artens utbredningsområde är Uganda. Inga underarter finns listade i Catalogue of Life.